# Борис Коваљов
Борис Николајевич Коваљов (рус. Бори́с Никола́евич Ковалёв; село Медведј, Сољчански рејон Новгородске области, 2. септембар 1965) руски је историчар, доктор историјских наука, професор, специјалиста у проучавању колаборационизма у периоду Другог светског рата.
У периоду од 1993. до 2014. радио је као редовни професор и доцент на Новгородском државном универзитету Јарослава Мудрог. Године 2002. одбранио је докторску дисертацију на Санктпетербуршком универзитету на тему „Нацистички окупациони режим и колаборационизам у Русији 1941–1945.“ (рус. «Нацистский оккупационный режим и коллаборационизм в России. 1941—1944»). Од 2014. члан је Санктпетербуршког института за историју Руске академије наука.